# Ayan Ahmed
Ayan Ahmed (auch Ayaan Ahmed; * 2000 in Somalia) ist eine schwedische Schauspielerin.

## Leben und Karriere
Sie wurde 2000 in Somalia geboren und zog im Alter von acht Jahren mit ihrer Mutter nach Schweden. Ihr Debüt gab sie 2018 in dem Kurzfilm No Ordinary Protest. Anschließend trat sie in zwei Folgen in Ligga auf. Ihren Durchbruch hatte sie 2021 in der Serie Snabba Cash. Für ihre Rolle wurde sie 2023 mit dem Kristallen-Preis als Nebendarstellerin des Jahres ausgezeichnet.

## Filmografie
- 2018: No Ordinary Protest (Kurzfilm)
- 2021: Ligga (Fernsehserie)
- 2021–2022: Snabba cash (Fernsehserie)
- 2025: Hmmet (Spielfilm)